# Asian Rugby Championship 1972
El Asian Rugby Championship  de 1972 fue la 3ª edición del principal torneo asiático de rugby.

## Desarrollo

### Grupo A
| Pos. | Equipo    | Encuentros | Encuentros | Encuentros | Encuentros | Tantos  | Tantos    | Tantos     | Puntos Totales |
| Pos. | Equipo    | jugados    | ganados    | empatados  | perdidos   | a favor | en contra | diferencia | Puntos Totales |
| ---- | --------- | ---------- | ---------- | ---------- | ---------- | ------- | --------- | ---------- | -------------- |
| 1    | Japón     | 3          | 3          | 0          | 0          | 151     | 4         | 147        | 6              |
| 2    | Singapur  | 3          | 2          | 0          | 1          | 39      | 79        | - 40       | 4              |
| 3    | Sri Lanka | 3          | 1          | 0          | 2          | 29      | 69        | -40        | 2              |
| 4    | Malasia   | 3          | 0          | 0          | 3          | 22      | 89        | -67        | 0              |

Nota: Se otorgan 2 puntos al equipo que gane un partido, 1 al que empate y 0 al que pierda
| 4 de noviembre | Japón | 60 - 4 | Singapur |  |  |

| 4 de noviembre | Sri Lanka | 23 - 9 | Malasia |  |  |

| 6 de noviembre | Japón | 51 - 0 | Sri Lanka |  |  |

| 6 de noviembre | Singapur | 26 - 13 | Malasia |  |  |

| 8 de noviembre | Japón | 40 - 0  | Malasia |  |  |
|                |       | Reporte |         |  |  |

| 8 de noviembre | Singapur | 9 - 6 | Sri Lanka |  |  |

### Grupo B
| Pos. | Equipo        | Encuentros | Encuentros | Encuentros | Encuentros | Tantos  | Tantos    | Tantos     | Puntos Totales |
| Pos. | Equipo        | jugados    | ganados    | empatados  | perdidos   | a favor | en contra | diferencia | Puntos Totales |
| ---- | ------------- | ---------- | ---------- | ---------- | ---------- | ------- | --------- | ---------- | -------------- |
| 1    | Hong Kong     | 2          | 2          | 0          | 0          | 35      | 6         | 29         | 4              |
| 2    | Tailandia     | 2          | 1          | 0          | 1          | 13      | 29        | - 16       | 2              |
| 3    | Corea del Sur | 2          | 0          | 0          | 2          | 18      | 31        | - 13       | 0              |

| 5 de noviembre | Tailandia | 13 - 12 | Corea del Sur |  |  |

| 7 de noviembre | Hong Kong | 18 - 6 | Corea del Sur |  |  |

| 9 de noviembre | Hong Kong | 17 - 0 | Tailandia |  |  |

### Definición 5° puesto
| 11 de noviembre | Corea del Sur | 37 - 0 | Sri Lanka |  |  |

### Definición 3° puesto
| 11 de noviembre | Tailandia | 26 - 3 | Singapur |  |  |

### Final
| 11 de noviembre | Hong Kong | 0 - 16 | Japón |  |  |

| Bandera de Japón |
| Campeón Japón    |
| Tercer título    |